# Susanne Menge
Susanne Menge (nascida a 11 de fevereiro de 1960) é uma política alemã. Menge tornou-se membro do Bundestag depois de ser eleita nas eleições federais alemãs de 2021. Ela é afiliada ao partido Aliança 90/Os Verdes.